# Выучейский, Вячеслав Алексеевич
Вячеслав Алексеевич Выучейский (4 февраля 1947, д. Совполье, Мезенский район, Архангельская область, РСФСР) — российский государственный деятель, председатель Собрания депутатов Ненецкого автономного округа двух созывов (1994—2001).

## Биография
Окончил школу в посёлке Шойна Ненецкого автономного округа, в семье потомственного оленевода.
В 1976 г. окончил юридический факультет Ленинградского государственного университета.
- 1968—1969 гг. — начальник аэропорта п. Черная Нарьян-Марского объединённого авиаотряда.
- 1969—1975 гг. — заместитель председателя исполкома сельского Совета, секретарь партбюро колхоза (с. Ома Ненецкого АО).
- 1975—1986 гг. — в органах государственной безопасности: оперуполномоченный, старший оперуполномоченный, заместитель начальника отделения, начальник отделения.
- 1986—1994 гг. — начальник Ненецкого окружного отделения КГБ Архангельской области (с 1991 г. — окружного отдела управления Министерства безопасности РФ, затем Федеральной службы контрразведки по Архангельской области).
- 1990 г. — избран народным депутатом РСФСР, членом Совета Национальностей Верховного Совета РФ, являлся членом Комиссии Совета Национальностей по вопросам социального и экономического развития республик в составе РФ, автономной области, автономных округов, малочисленных народов, членом Конституционной комиссии, принимал участие в работе фракций и групп «Россия», Военнослужащие", был членом фракции «Родина».
- После издания президентом Б. Н. Ельциным указа № 1400 о роспуске Съезда народных депутатов и Верховного совета в 1993 году вылетел из Нарьян-Мара в Москву на чрезвычайный Съезд народных депутатов, во время дежурства у метро «Баррикадная» попал за пределы оцепления и 4 октября вылетел в Архангельск[2].
- 30 мая 1994 г. — 14 января 2001 г. — председатель Собрания депутатов Ненецкого автономного округа.
- 2001 г. — баллотировался на пост главы администрации Ненецкого автономного округа, выборы проиграл, получив менее 5 % голосов избирателей.

В 1996—2001 гг. по должности являлся членом Совета Федерации Федерального Собрания РФ, был членом, затем — заместителем председателя Комитета по вопросам безопасности и обороны.